# Alexandre Jous
Alexandre Jous (né en 1984), connu également sous le nom de Alexcor, est un musicien français originaire de Cambrai, d'un père corniste et d'une mère flutiste.

## Biographie
Alexandre Jous est né à Cambrai en 1984, il commence ses études musicales par la percussion à Maubeuge, puis se met au cor d'harmonie au conservatoire de Valenciennes. Il poursuit au conservatoire de Douai avant de retrouver Metz puis Gennevilliers. Il fait également un passage à l'école des musiques actuelles de Nancy.
En 2008, nait une passion pour le cor des Alpes. Il est lauréat d'un 1er prix au concours international de cor des Alpes de Nendaz en Suisse, en 2008 en catégorie solo 
Il réitère l'année suivante avec un 1er prix au concours international de cor des Alpes de Nendaz en catégorie solo champion.
Très attaché à la Haute-Savoie, il réside une partie de l'année dans la commune de Thônes.
En aout 2009, Alexandre Jous sort son 1er album solo, intitulé Tournetacor. Il enchaine avec deux albums en duo en 2011 puis en solo "chaque montagne a droit à sa musique" en 2013 avant son ascension du Mont Blanc, puis "au son du cor des alpes en 2014 et enfin "alp'horn in the street" en 2016.
Alexandre Jous se produit régulièrement à l'étranger: Etats unis, Chine, Suisse, Belgique, Luxembourg, Espagne, Estonie, Maroc...autant en projet solo qu'en soliste avec orchestre (un violon sur le sable , orchestre de Massy...).
Soliste international (musique classique), il joue notamment ses projets en solo avec matériel électronique, ou encore des improvisations jazz avec différents ensembles.
Sportif accompli, il crée en 2013 le projet "chaque montagne a droit à sa musique" qui consiste à grimper cor des alpes sur le dos (trail, ski de randonnée, raquettes à neige, alpinisme) sur différents sommets sans moyen mécanique et y improviser une mélodie : Mont Blanc La Tournette...
Il a tourné un film à Manigod intitulé "chaque montagne a droit à sa musique à Manigod".

## Médias
Alexandre Jous participe régulièrement à la promotion du cor des alpes par le biais des médias :
- La boite à musique (2015).
- Faut pas rêver (France3), présenté par Carolina De Salvo (2021).